# Zonia Palán Tamayo
Zonia Palán Tamayo (Ambato, 24 de julio de 1954 – Ibídem, 28 de junio de 2003) fue economista y defensora de los derechos laborales de las mujeres y la equidad de género.

## Biografía

### Estudios realizados y actividad académica
Estudió Economía en la Facultad de Economía en la Pontificia Universidad Católica del Ecuador. Hizo un postgrado monetario en México y maestría en la Facultad Latinoamericana de Ciencias Sociales (FLACSO).
Fue profesora y directora del Instituto de Investigaciones Económicas de la Pontificia Universidad Católica del Ecuador y escribió más de 18 libros de desarrollo investigativo.
También fue profesora en la Universidad Andina Simón Bolívar, en la Universidad Central del Ecuador y como profesora visitante, en la Universidad de Illinois-Champaing-Urbana.

### Defensa de derechos de las mujeres
Zonia creía en la lucha permanente a favor de los grupos sociales más vulnerables, y entre ellos las mujeres y sobre todo tuvo una vocación de defensa de los derechos humanos y políticos de las mujeres que la llevaron a vincularse al movimiento “Mujeres por la Democracia”. Sus estudios aportaron en la orientación del reclamo y reivindicación de la mujer ecuatoriana.

### Cargos desempeñados
- Profesora y Directora del Instituto de Investigaciones Económicas de la Pontificia Universidad Católica del Ecuador.[3]
- Gerente General de Palán Tamayo Consultores.[3]
- Coordinadora del Secretariado Ejecutivo de la Coordinadora Política de Mujeres Ecuatorianas
- Editorialista del Diario El Telégrafo.[3]

## Reconocimientos
- Mujer profesional del año en 1995, premio otorgado por la Asociación de Mujeres Profesionales y de Negocios.[3]
- Miembro del Tribunal de Honor del Colegio de Economistas y representante de las mujeres en el Consejo Nacional de Educación.
- Busto en el redondel de Los Atis y Av. Víctor Hugo, homenaje del Municipio de Ambato.
- Una calle de Quito fue nombrada en su memoria.

## Libros
- La mujer frente a las políticas de ajuste, Centro Ecuatoriano para la Promoción y Acción de la Mujer (CEPAM), 1993.[4]
- Economía popular, Centro de Investigaciones CIUDAD, 1993.[5]
- Apertura comercial, reconversión industrial y flexibilidad laboral, Centro de Investigaciones CIUDAD, 1991.[6]
- Mujer, crisis y participación política en el Ecuador, Centro de Investigaciones CIUDAD, 1991.[7]
- Programas no curriculares para formación de investigadores en estudios de población en el Ecuador, NU. CEPAL. CELADE. Subsede Costa Rica,1986.[8]
- Employment and working conditions in the Ecuadorian flower industry, ILO Working Papers 993365063402676, International Labour Organisation, 1999.[9]
- Hacia la transparencia y la gobernabilidad con equidad, FLACSO Ecuador, ISBN 9978-43-665-0, 2005.[10]